# Namen & Rugnummers
Namen & Rugnummers is een sportprogramma, dat zich richt op de regio Utrecht. Het televisieprogramma, dat zich voornamelijk op voetbal richt, wordt uitgezonden door de regionale televisiezender Regio TV Utrecht. Het gelijknamige radioprogramma was te beluisteren op Radio M Utrecht. De titel is afgeleid van een citaat van oud-sportjournalist Barend Barendse.
Namen & Rugnummers wordt gepresenteerd door René van den Berg, Bert Kous, Rick van Manen en Pieter Tammens.